# Maggenberg

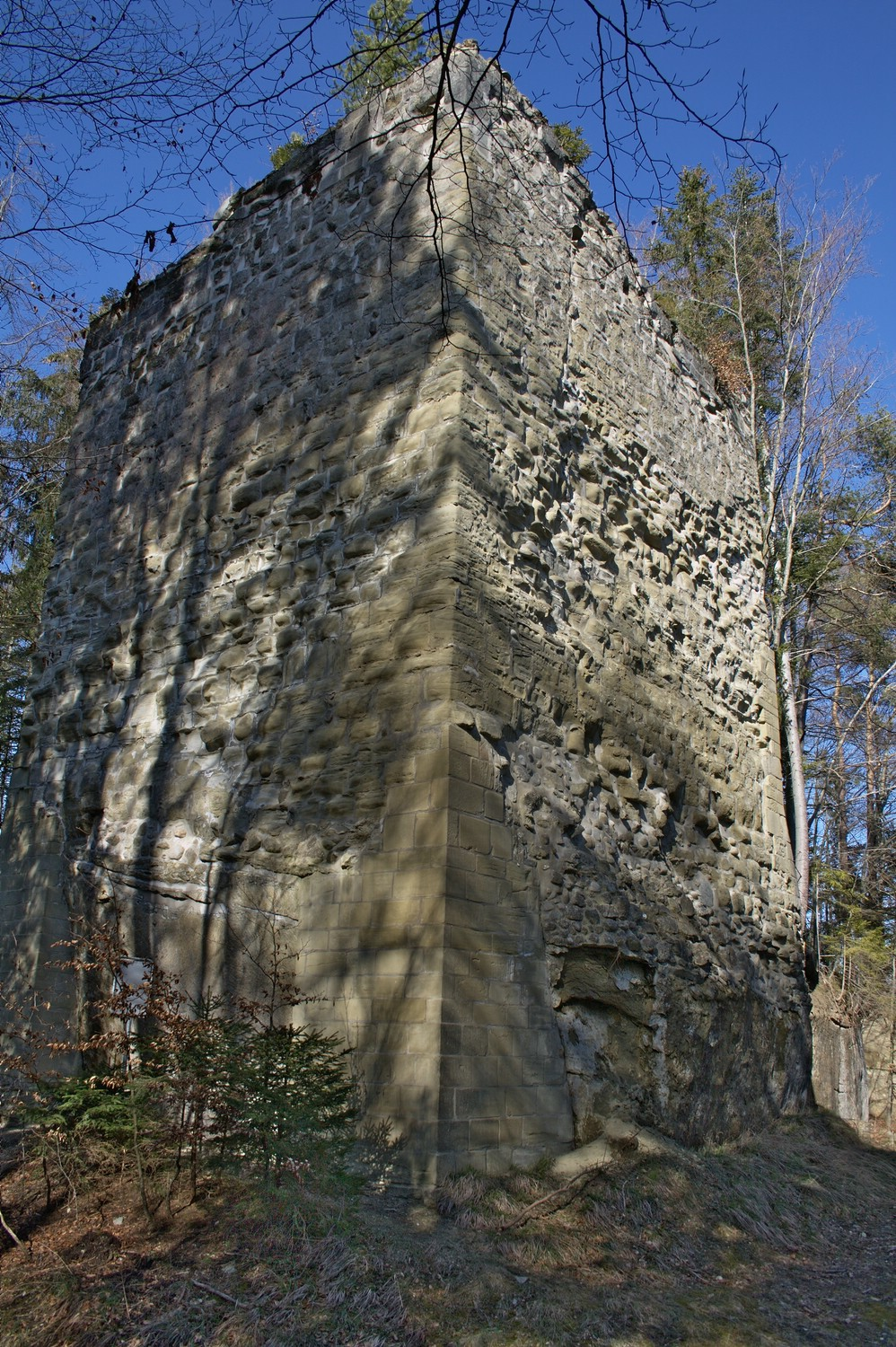
Der Bergfried der Burg Obermaggenberg

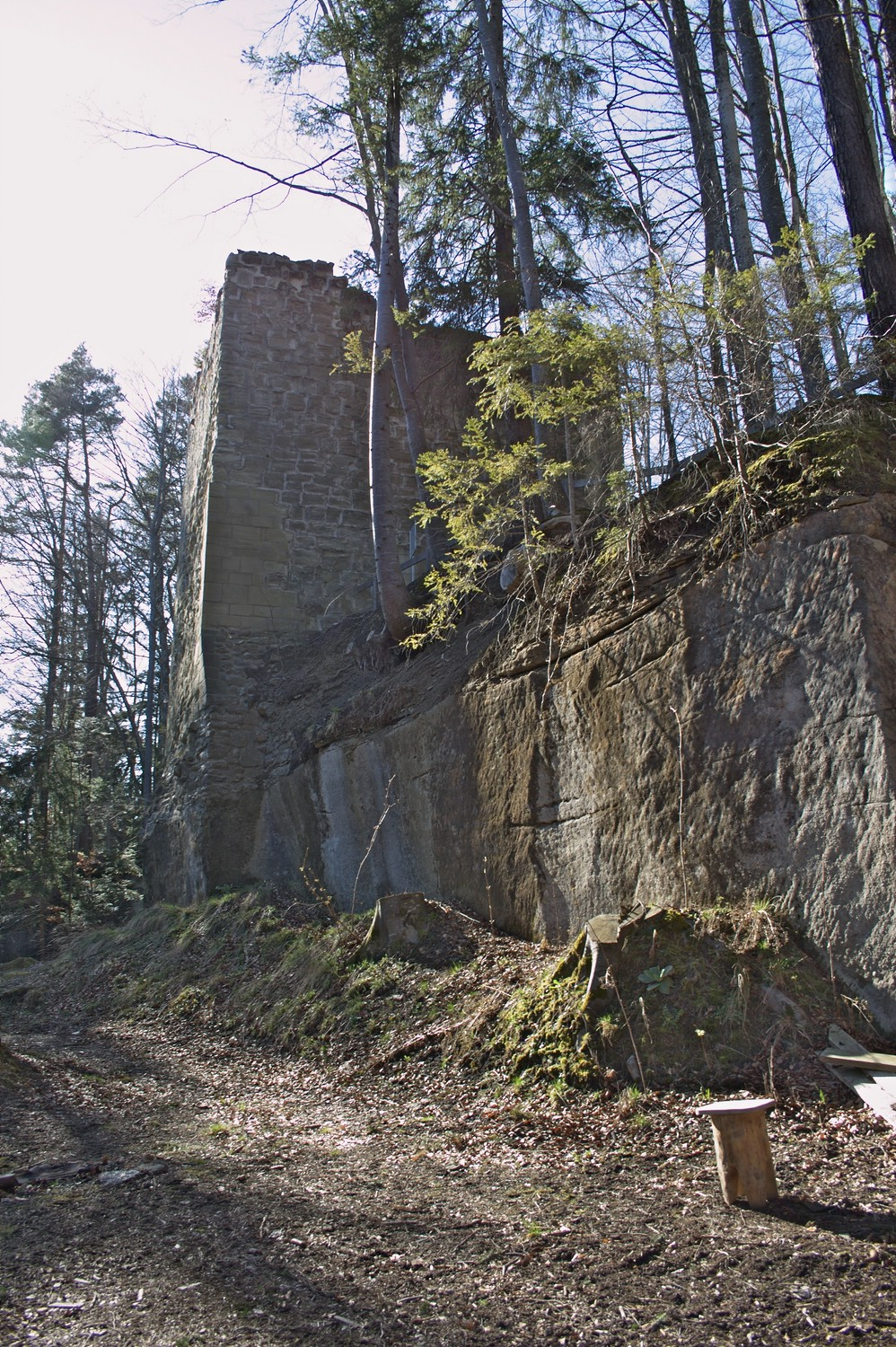
Umgebung der Burg mit Bergfried

Die Maggenberger waren ein Rittergeschlecht im heutigen Kanton Freiburg in der Schweiz.

## Burgen
Die Stammburg der Maggenberger war Burg Maggenberg, auch Burg Niedermaggenberg genannt. Diese lag südwestlich von Tafers. Im 12. Jahrhundert liess das Geschlecht eine zweite Burg erbauen, Burg Obermaggenberg. Diese Burg lag oberhalb von Alterswil in der Nähe des heutigen Weilers Obermaggenberg, direkt am Abhang des Sensegrabens. Diese Burg wurde bereits 1387 von den Bernern im Zuge des Sempacherkrieges zerstört. Von dieser Burg sind heute nur noch der Bergfried und eine Zisterne vorhanden.

## Familiengeschichte
Die Maggenberger haben sich seit der Gründung der Stadt Freiburg im Jahre 1157 so genannt und waren zunächst Dienstherren der Zähringer, später der Grafen von Kyburg und der Habsburger. Zwischen 1250 und 1350 stellte das Geschlecht sieben Mal den Schultheissen von Freiburg. Der bekannteste Vertreter der Familie war Ulrich II. von Maggenberg, ein Vertrauter von Rudolf von Habsburg. Vermutlich war dieser Ulrich der Erbauer der Burg Obermaggenberg.
Die im Jahre 1370 ausgestorbene Familie hatte ihre Grabstätte im Kloster Alteryf.